# Síndrome do tanque
Síndrome do tanque, ou síndrome do tanque de lavar roupa é como ficou conhecida a série de traumatismos em crianças causados em acidentes domésticos com o tanque de lavar roupas. 
Os acidentes ocorrem quando o tanque, malfixado, cai sobre a criança que se debruça sobre ele. Esse tipo de acidentes pode causar sérias lesões e até levar à morte.